# Землетрясение в Иллинойсе (2010)
Землетрясение магнитудой 3,8 произошло 10 февраля 2010 года в 09:59:35 (UTC) в 8 км к северо-западу от Кэмптон-Хиллз (штат Иллинойс). Землетрясение произошло в зоне разлома Сэндвич. Гипоцентр землетрясения находился на глубине 10,0 километров. Землетрясение ощущалось в Биг-Рок, Бристоле, Кортленде, Эльберне, Элджине, Джениве, Хэмпшире, Мейпл-Парке, Монтгомери, Сейнт-Чарльзе, Саут-Элджине, Сикаморе, Ок-Парке, Палос-Хиллз, Шугар-Гроув. Землетрясение ощущалось в Иллинойсе, Индиане, восточной Айове, центральном и южном Висконсине, северо-восточной части Арканзаса, южном Мичигане, юго-восточной Миннесоте, восточной части Миссури, а также в Кентукки, Огайо и Теннесси. В результате землетрясения сообщений о жертвах и разрушениях не поступало.

## Тектонические условия региона

### Природные землетрясения
На большей части Северной Америки к востоку от Скалистых гор землетрясения случаются редко. Чаще они происходят в сейсмической зоне Нового Мадрида с центром в юго-восточной части штата Миссури, в сейсмической зоне Шарлевуа-Камураска в восточной части Квебека, в Новой Англии, в коридоре Нью-Йорк — Филадельфия — Уилмингтон. Тем не менее, на большей части огромного региона от Скалистых гор до Атлантики землетрясения, достаточно сильные, чтобы их можно было почувствовать, не происходят. Несколько штатов США никогда не сообщали о разрушительном землетрясении.
Землетрясения к востоку от Скалистых гор, хотя и менее частые, чем на западе, обычно ощущаются в гораздо большей области, чем землетрясения аналогичного масштаба на западе. К востоку от Скалистых гор землетрясения ощущаются на площади, более чем в десять раз превышающей землетрясение аналогичного масштаба на западном побережье. Не исключено, что землетрясения магнитудой 4,0 в восточной или центральной части Северной Америки будут ощущаться значительным процентом населения во многих общинах на расстоянии более 100 км от эпицентра. Землетрясения магнитудой 5,5 в восточной или центральной части Северной Америки может ощущаться большинством населения на расстоянии более 500 км от эпицентра. Землетрясения к востоку от Скалистых гор, которые сосредоточены в густонаселенных районах и достаточно велики, чтобы нанести ущерб, также могут нанести ущерб на бо́льших расстояниях, чем землетрясения той же магнитуды, происходящие в западной части Северной Америки.
Большинство землетрясений в Северной Америке к востоку от Скалистых гор происходят в тектонических разломах, обычно на большой глубине. Несколько землетрясений к востоку от Скалистых гор были однозначно связаны с нанесёнными на карту геологическими разломами, в отличие от ситуации на границах плит, например в калифорнийской системе разломов Сан-Андреас, где учёные используют геологические данные для выявления разлома, вызвавшего крупное землетрясение. Учёные, которые изучают землетрясения в восточной и центральной частях Северной Америки, часто исходят из гипотезы о том, что современные землетрясения происходят в результате скольжения по ранее существовавшим разломам, которые были сформированы в более ранние геологические эпохи и которые активировались в текущих условиях. Тем не менее, в восточной части Северной Америки разломы были активны в более ранние геологические эпохи, и лишь немногие из них активны в нынешнюю геологическую эпоху. В большинстве районов к востоку от Скалистых гор вероятность будущих разрушительных землетрясений в настоящее время оценивается по частоте и размерам регистрируемых землетрясений или землетрясений, зафиксированных в исторических документах.

### Индуцированная сейсмичность
Как и в других странах мира, существуют свидетельства того, что некоторые землетрясения в центральной и восточной части Северной Америки были вызваны или вызваны деятельностью человека, которая достаточно изменила условия в земной коре, чтобы вызвать землетрясение. Действия, которые вызвали ощутимые землетрясения в некоторых геологических средах, включали в себя наполнение воды за плотинами, закачку жидкости в земную кору, добычу жидкости или газа и выработку горных пород при операциях по добыче или разработке карьеров. В большей части восточной и центральной части Северной Америки число землетрясений, предположительно вызванных деятельностью человека, намного меньше, чем число естественных землетрясений, но в некоторых регионах, таких как южные и центральные штаты США, значительное большинство недавних землетрясений, как полагают сейсмологи, были вызваны человеком. Однако даже в районах, где деятельность человека вызывает сейсмичность в одном месте, во многих других местах ощутимых землетрясений не происходит. Кроме того, регионы с частыми индуцированными землетрясениями могут также подвергаться разрушительным землетрясениям, которые произошли бы независимо от человеческой деятельности. Для обоснования научной причины причинно-следственной связи между конкретной деятельностью человека и определенной последовательностью землетрясений обычно требуются специальные исследования, посвященные конкретно этому вопросу. Такие исследования обычно касаются процесса, посредством которого предполагаемая активность могла значительно изменить напряжения в горных породах у эпицентра землетрясения, и они обычно касаются того, как характеристики предполагаемых вызванных человеком землетрясений отличаются от характеристик естественных землетрясений в исследуемой области.